# 王东 (江苏)
王东（1937年1月—），江苏省海安人，出生于南京。中华人民共和国建筑师。
毕业于南京工学院建筑系。1987年，任北京城市规划设计研究院副总建筑师，1990年起任总建筑师，参与《北京建筑总体规划》、《北京城市总体规划》编制。